# Štiavnička (dopływ Bystrianki)
Štiavnička – potok na Słowacji, lewostronny dopływ Bystrianki. Spływa dnem doliny Štiavnička.
Wypływa na wysokości około 1180 m na południowo-zachodnich zboczach przełęczy Czertowica (Čertovica, 1238 m). Górna część potoku na zboczach Czertowicy na niektórych mapach ma nazwę Oravcová. Štiavnička spływa nieco krętym korytem w kierunku południowo-zachodnim. Przepływa przez zabudowane obszary wsi Jarabá, Mýto pod Ďumbierom i wpływa do wsi Bystrá. We wschodniej części zabudowań tej wsi uchodzi do Bystrianki jako jej prawy dopływ. Następuje to na wysokości 559 m n.p.m.
Cała zlewnia potoku Štiavnička znajduje się w Niżnych Tatrach, a koryto Štiavnički tworzy naturalną granicę dzielącą południowe stoki Niżnych Tatr na dwie części; zachodnią – większą i skupiającą wszystkie szczyty przekraczające 2000 m (Ďumbierske Tatry) oraz wschodnią – niższą i nieco mniej rozległą (Kráľovohoľské Tatry). Ďumbierske Tatry tworzą prawe zbocza doliny Štiavnička, Kráľovohoľské Tatry lewe. Bocznymi dolinami z obydwu tych części Niżnych Tatr spływają potoki zasilające Štiavničkę. Większe z nich to: Kumštovský potok, Mlynná, Jasienok.
Štiavnička zasilana jest także źródłami wód mineralnych. Jedno z nich znajduje się w górnej części doliny wsi Jarabá (Horná Jarabá), przy drodze krajowej nr 72 z Podbrezovéj przez przełęcz Czertowica do Kráľovej Lehoty. Na źródle tym znajduje się ogólnodostępne, obudowane i bezpłatne ujęcie wody mineralnej.